# Hotel Forelle

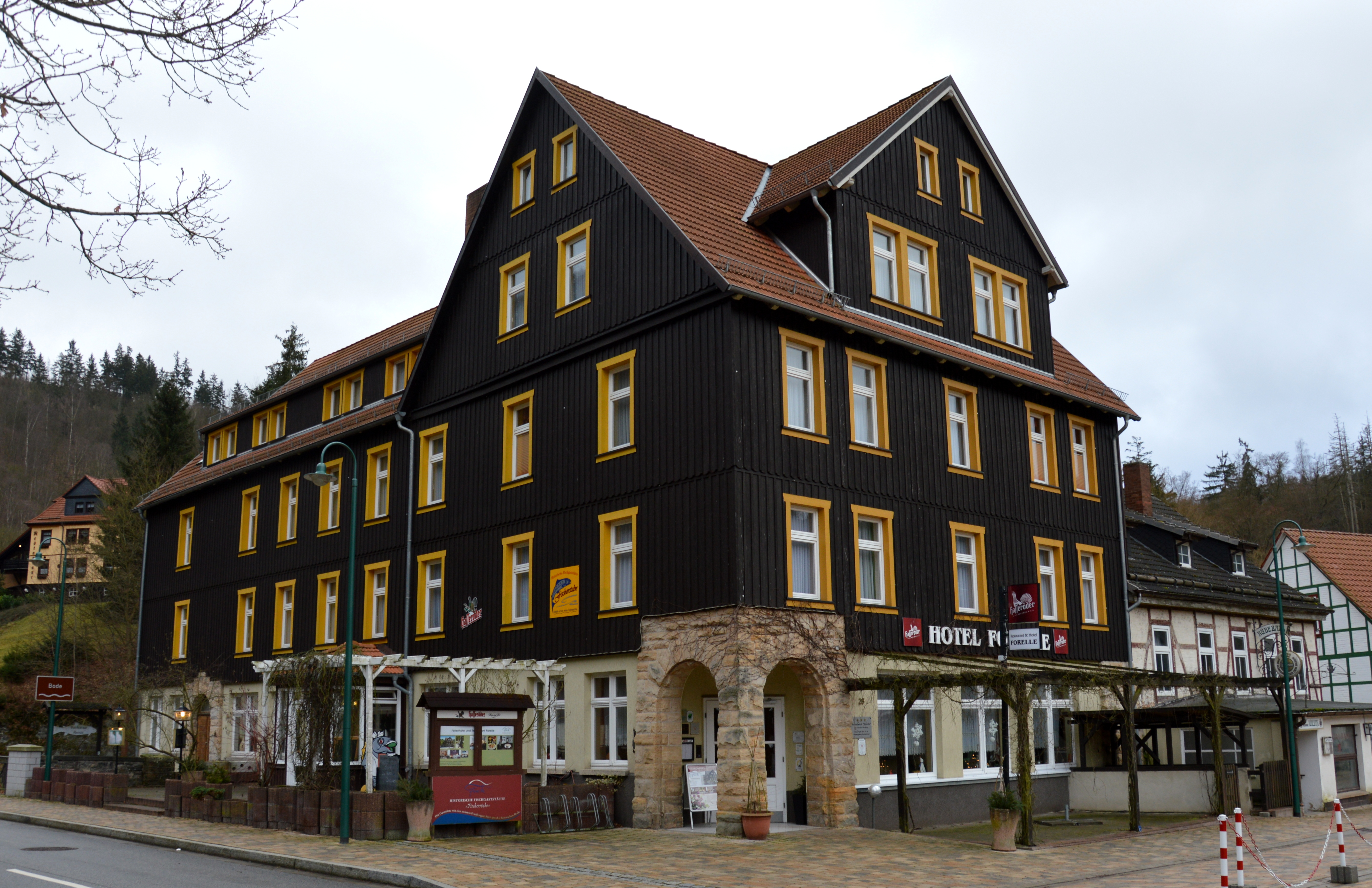
Hotel Forelle

Das Hotel Forelle ist ein denkmalgeschütztes Hotel im zur Stadt Thale gehörenden Dorf Treseburg im Harz in Sachsen-Anhalt.

## Lage
Das Gebäude befindet sich im Ortszentrum von Treseburg an der Adresse Ortsstraße 28 unmittelbar am Ufer der Bode.

## Architektur und Geschichte
Die Geschichte des Hauses geht auf das Ende des 18. Jahrhunderts zurück, als es als Gasthof erbaut wurde. Etwa Ende des 19. Jahrhunderts erfolgte ein Umbau, es wurden nun auch Fremdenzimmer angeboten. 1920 erfolgten weitere Umbauarbeiten in Fachwerkbauweise, durch die das als Familienbetrieb geführte Haus seine heutige Gestalt erhielt. Zum Hotel gehörten damals zwei Häuser. Das sogenannte Tourismushaus befand sich im heute als Parkplatz genutzten Bereich. Das heutige Hotelgebäude wurde als Haus mit gehobenen Ansprüchen betrieben, in dem auch Diplomaten aus Großbritannien und Skandinavien Urlaub machten.
In der Zeit der DDR diente das Gebäude als betriebliches Erholungsheim. 1991 wurde es durch Familie Nürnberg erworben und wird seitdem wieder als familiengeführtes Hotel betrieben.
Im örtlichen Denkmalverzeichnis ist das Hotel unter der Erfassungsnummer 094 00540 als Baudenkmal verzeichnet.

## Ausstattung
Das Haus wird als 3-Sterne-Superior-Hotel geführt und verfügt über 32 Zimmer. Im Gebäude befindet sich auch das Restaurant Forelle zu dessen Spezialitäten insbesondere Forellengerichte gehören.